# Mistrzostwa Europy w Lekkoatletyce 1934 – bieg na 200 m mężczyzn

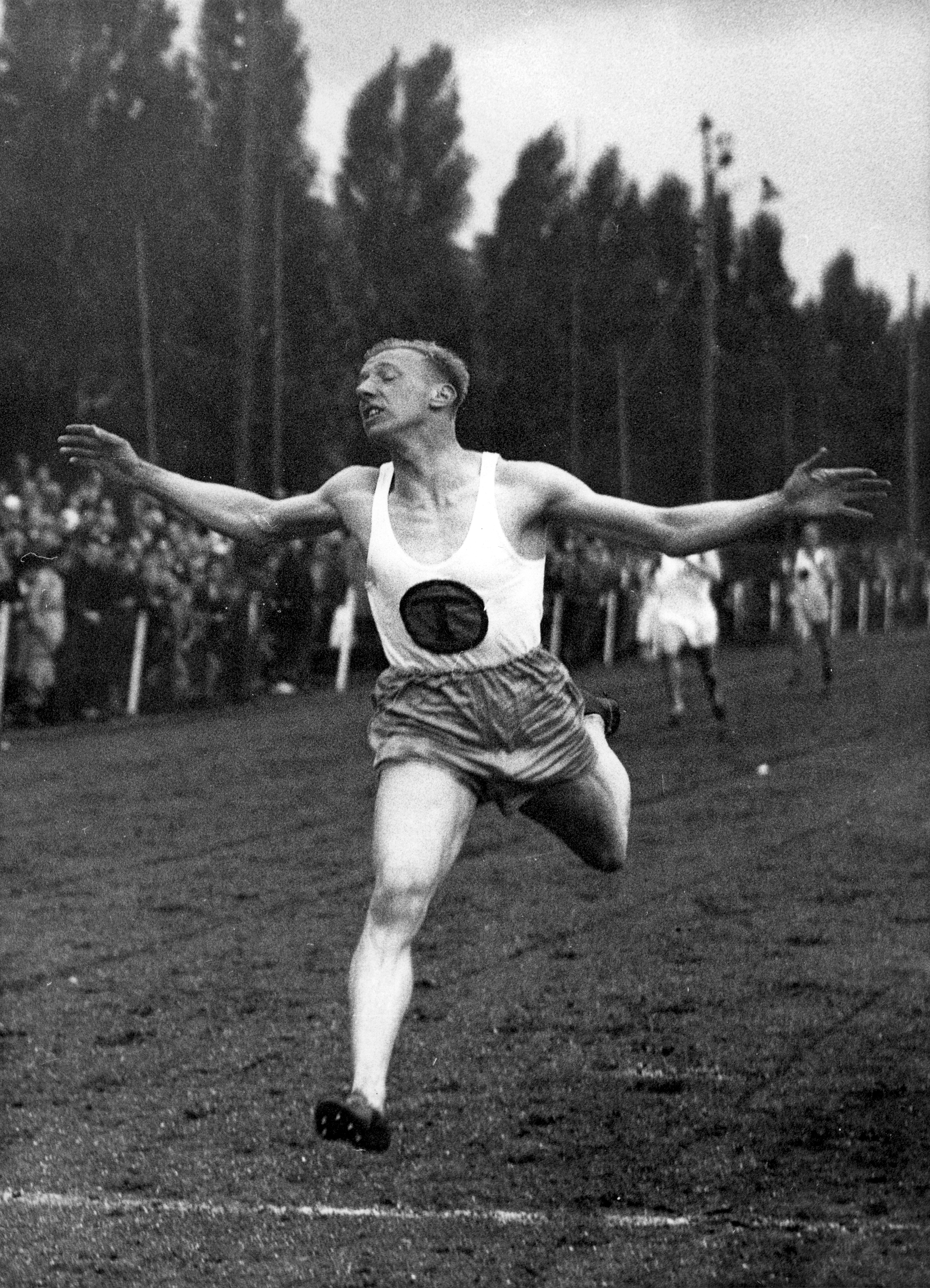
Martinus Osendarp (1936)

Bieg na dystansie 200 metrów mężczyzn był jedną z konkurencji rozgrywanych podczas I Mistrzostw Europy w Turynie. Biegi eliminacyjne zostały rozegrane 8 września, zaś bieg finałowy — 9 września 1934 roku. Zwycięzcą tej konkurencji został Holender Chris Berger. W rywalizacji wzięło udział dwunastu zawodników z ośmiu reprezentacji.

## Wyniki

### Eliminacje
Bieg 1
| Miejsce | Zawodnik        | Czas | Uwagi |
| ------- | --------------- | ---- | ----- |
| 1       | Chris Berger    | 21,6 | Q CR  |
| 2       | József Kovács   | 21,9 | Q     |
| 3       | Tullio Gonnelli | 22,1 | Q     |
| 4       | Albert Jud      | 22,2 |       |
| 5       | Georges Guillez | 22,2 |       |
| 6       | Jānis Ķīvītis   | b.d. |       |

Bieg 2
| Miejsce | Zawodnik          | Czas | Uwagi |
| ------- | ----------------- | ---- | ----- |
| 1       | József Sír        | 21,8 | Q     |
| 2       | Martinus Osendarp | 21,9 | Q     |
| 3       | Egon Schein       | 21,9 | Q     |
| 4       | Paul Hänni        | 22,0 |       |
| 5       | Edgardo Toetti    | 22,1 |       |
| 6       | Karel Bergmann    | b.d. |       |

### Finał
| Place | Athlete           | Time    |
| ----- | ----------------- | ------- |
| 1     | Chris Berger      | 21,5 CR |
| 2     | József Sír        | 21,5 CR |
| 3     | Martinus Osendarp | 21,6    |
| 4     | József Kovács     | 21,7    |
| 5     | Egon Schein       | 21,9    |
| 6     | Tullio Gonnelli   | 22,0    |